# ロバート・ドーバー
ロバート・ドーバー（Robert Dauber、1922年8月27日 - 1945年3月24日）は、オーストリアのユダヤ人作曲家、ピアニスト、チェロ奏者、ホロコースト犠牲者。

## 経歴
彼は1922年にウィーンで生まれた。彼の父はブコヴィナ出身の有名なユダヤ人ヴァイオリニスト、ドル・ドーバー。彼の母親はブルノ出身のボヘミアンドイツ人。家族全員が1936年にプラハに引っ越す。
ロバートは1942年8月8日にテレジエンシュタット強制収容所に送られた。 彼はそこでの音楽生活に参加。オペラBrundibárでチェロパートを演奏した。1944年9月28日にダッハウに移送され、1945年3月24日にそこで殺された。 

## 作品
ヴァイオリンとピアノのためのセレナーデが彼の唯一の保存された作曲作品 。